# Rudolf Bergman

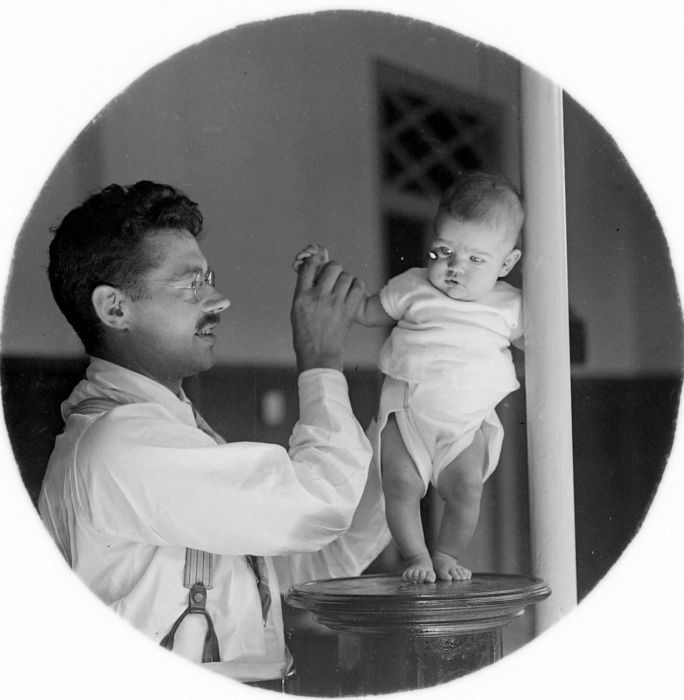
Rudolf Bergman met baby in 1930

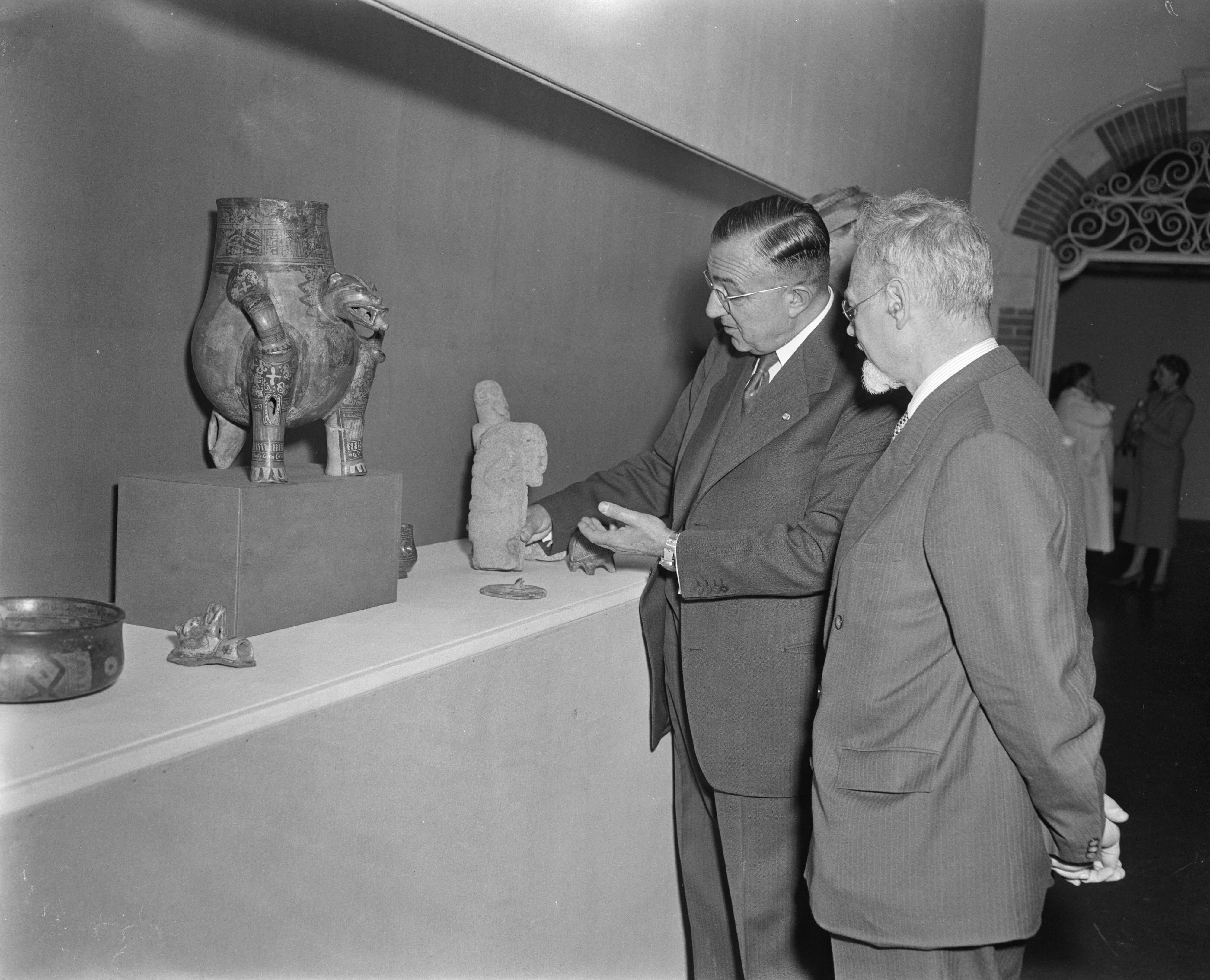
Rudolf Bergman met (links) Hans Feriz in het Tropenmuseum, 1956

Rudolf Anthony Marie Bergman (1899 – 1967) was een Nederlands antropoloog en herpetoloog.
Na de voltooiing van zijn medische studie vertrok Rudolf Bergman in 1928 naar Nederlands-Indië waar hij leraar werd aan de N.I.A.S (Nederlands-Indische Artsen School) in Soerabaja en aan de medische faculteit in Batavia. Na de Tweede Wereldoorlog was hij voor een korte tijd professor in de anatomie en microscopische anatomie aan de Universiteit van Indonesië in Jakarta. In 1949 kwam hij terug naar Nederland en trad als fysisch antropoloog in dienst van het Tropenmuseum, onderdeel van het Koninklijk Instituut voor de Tropen (kortweg ook: Tropeninstituut) in Amsterdam. Vanwege het Instituut werd hij hoogleraar in de tropische antropologie aan de Universiteit van Amsterdam. In 1953 werd hij tevens hoofd van de Afdeling Culturele en Fysische Anthropologie van het Tropeninstituut, een post die hij tot aan zijn pensioen in 1964 bekleedde.
Rudolf Bergman was de opvolger van de bekende fysisch antropoloog J.P. Kleiweg de Zwaan, die van 1915 tot 1948 in dienst was geweest van het Tropeninstituut. Als afdelingshoofd werd Bergman opgevolgd door Jan van Baal, oud-gouverneur van Nederlands-Nieuw-Guinea, die de vacature van Bergman niet opvulde waarmee een eind kwam aan de sub-discipline fysische antropologie in het Tropeninstituut.
Internationaal werkte Bergman mee aan de totstandkoming van het anti-racistische "Statement on Race" dat door een groep fysisch antropologen en genetici op gezag van de UNESCO in 1951 te Parijs werd geformuleerd in antwoord op het statement van 1950 "The race question" dat het concept ras in zijn geheel wilde afschaffen.
Naast antropoloog was Rudolf Bergman een enthousiast en kundig beoefenaar van de herpetologie. Hij heeft een aantal gezaghebbende publicaties over de anatomie en fysiologie van slangen op zijn naam staan.

## Bibliotheek
De collectie boeken, later bekend als de Collectie Bergman, die behoorden tot de afdeling fysische antropologie is na jarenlang opgeslagen te zijn geweest op een van de zolders van het Trpenmuseum, gedeeltelijk opgenomen in de bibliotheek van het Koninklijk Instituut voor Taal-, Land- en Volkenkunde in Leiden.

## Selecte bibliografie
- Over anthropologie. Inaugurale rede, Universiteit van Amsterdam, uitgesproken op 24 april 1950.
- The life of Natrix vittata (L.) (Zoologische Mededelingen / Rijksmuseum van Natuurlijke Historie, dl. 31, no. 1). Leiden: Rijksmuseum van Natuurlijke Historie, 1950. PDF
- The anatomy of Natrix vittata (L.) (Zoologische Mededelingen / Rijksmuseum van Natuurlijke Historie, dl. 31 no. 2). Leiden: Rijksmuseum van Natuurlijke Historie, 1950. PDF
- "Moderne anthropologie", in: Mens en Maatschappij XXIX, 1954, pp. 159–167.
- "Rotstekeningen in West Nieuw-Guinea", in: Les Cahiers de Biloque 4, 1954, pp. 11–119.
- "Anthropologisch onderzoek", in: Schakels 85, 19955, pp. 16–21.
- Inleiding tot de physische anthropologie. Haarlem, 1957.
- "The anatomy of some Viperidae", in: Acta morphologica Neerlando-Scandinavica 4, 1960, p. 195-230.
- De sociale functie der rotstekeningen. Amsterdam: Koninklijk Instituut voor de Tropen, z.j.